# Tragicomedia

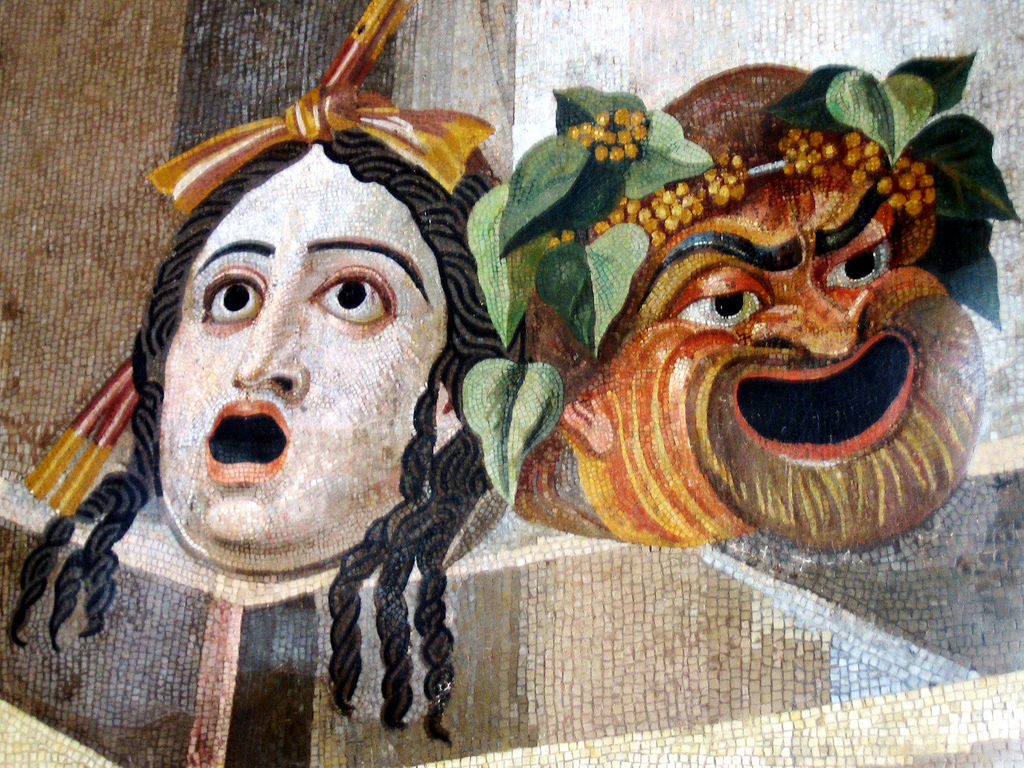
Mosaico que muestra máscaras teatrales de Tragedia y Comedia. Obra de arte romana, (Museos Capitolinos de Roma).

Una tragicomedia es una obra dramática en la que se mezclan los elementos trágicos y cómicos, aunque también hay lugar para el sarcasmo y parodia.
Una pieza es una obra literaria del tipo realista, en donde la situación y los personajes están claramente presentados. Si bien en lo que se relata y expone hay cambios inesperados, ellos son lógicos y explicables, y el suspenso va en continuo aumento, llegando por momentos a clímax con intensas emociones. La resolución o conclusión de la obra es consecuencia de los actos y de las situaciones planteadas con bastante claridad y sin ambigüedades, donde los actos de los personajes son verosímiles.
En la Grecia clásica, el drama satírico o la tragicomedia suele tratar un tema legendario, aunque con efectos cómicos protagonizados, fundamentalmente, por el coro. Los dioses no intervienen en la muerte de los hombres y puede haber más de una acción al mismo tiempo.
La tragicomedia principalmente va a mostrar la trayectoria del héroe tragicómico, que tiene un objetivo que perseguir (el amor, la justicia, la ambición, un trono, entre otras) y de cómo este lo consigue o no pasando por una serie de obstáculos para llegar a su fin. Si los obstáculos se presentan como positivos, es decir que parece que lo acercan cada vez más a su objetivo, más que obstáculos son como pruebas superadas. Por su parte el final será negativo, si los obstáculos son negativos, y parece que le impiden llegar a su objetivo, aunque por lo general el final será positivo y aunque sea a último minuto alcanzará su objetivo.
Hay antecedentes de la tragicomedia en el teatro renacentista italiano, por ejemplo en Ángelo Beolco (llamado “Ruzzante”). Tal tradición fue recogida por los renacentistas italianos de los teatros clásicos griego y romano. En España, el mayor exponente de la tragicomedia en el teatro fue Lope de Vega, rompiendo las estructuras del teatro aristotélico. Mientras que El Quijote, de Cervantes, es seguramente el mayor ejemplo de tragicomedia en el ámbito novelístico.

## La tragicomedia en laAntigüedad clásica
Aristóteles (384 - 322 a. C.), en el primer capítulo de Poética (1,6), hace una aproximación entre tragedia y comedia, mostrando que ambas se sirven de los mismos medios - mismos ritmos, mismos cantos y metros. Pero es probable que Plauto (254 a. C.-184 a. C.) haya sido el primero en emplear la palabra "tragicomedia", definiéndola como un género híbrido de comedia y tragedia, conforme explica a través del personaje Mercurio, en el prólogo de su pieza Amphitryon o Amphitruo:

"O que é isso? Vocês franziram a testa porque eu disse que ia ser uma tragédia? Sou um deus, e posso mudá-la; se vocês quiserem farei da tragédia uma comédia, com os mesmos versos, todos eles. Querem que seja assim ou não? Mas que bobo que eu sou! Como se eu não soubesse o que vocês querem, eu que sou um deus! Sei o que existe na cabeça de vocês a respeito disso. Vou fazer com que seja uma peça mista: com que seja uma tragicomédia porque não acho certo que seja uma comédia uma peça em que aparecem reis e deuses. O que vou fazer, então? Como também um escravo toma parte nela farei que seja, como já disse, uma trágico-comédia."
(PLAUTO, Amphitryon, 52-63).

Esas mezclas o alternancias de estilo ocurren en varias piezas griegas y romanas, como en Alceste de Eurípides (c. 485 a. C.-406 a. C.), que, en razón de su "final feliz", por el tono levemente humorístico de algunos pasajes, es vista por algunos eruditos como un drama satírico o una tragicomedia, mucho más que como una tragedia.

## La tragicomedia en el teatro francés
En Francia, el término fue introducido por el dramaturgo Robert Garnier (1545-1590).
En el inicio del siglo XVII, este tipo de teatro estaba de moda, mas el estilo aún no esta claramente definido. Poco a poco, los autores fueron sometiendo sus obras a las reglas del teatro clásico. Y entre los clásicos franceses del siglo XVII (Molière, Pierre Corneille, Jean Racine), el término en cuestión designaba una historia trágica con desenlace feliz.
El género no siempre agradó al público. "El Cid" de Corneille, por ejemplo, tuvo que ser reescrito para transformarlo en una tragedia, después de que la primera versión recibiera numerosas críticas desfavorables. No obstante, este caso fue algo peculiar, pues pudo haber estado contaminado por el cabale promovido por el cardenal Richelieu.
Un caso que también corresponde citar, es el de Victor Hugo, que con su drama romántico intentó imponer una escritura que se situaba entre lo sublime y lo grotesco, pero que no tuvo mucho éxito. Solamente en el siglo XX, con el Teatro del absurdo, el público comenzaría a aceptar que las risas no necesariamente excluyen la profundidad dramática.